# Двор чудес

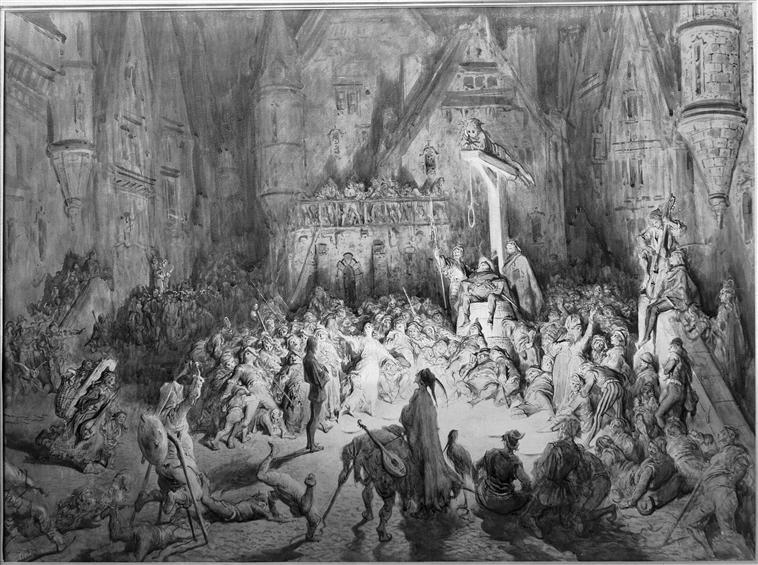
Двор чудес на иллюстрации Гюстава Доре к роману «Собор Парижской Богоматери» Виктора Гюго

Двор чудес (фр. La Cour des Miracles) — в Средние века название нескольких парижских кварталов, заселённых нищими, бродягами, публичными женщинами, монахами-расстригами и поэтами.
Чтобы состоятельные горожане охотнее жертвовали деньги, нищие, в большинстве физически здоровые люди, наносили себе искусственные увечья. Например, изображали слепых или ходили на костылях, а некоторые даже умело изображали кожные заболевания с помощью грима. По возвращении домой они переставали притворяться калеками, эти "чудесные" выздоровления и дали название бедным кварталам Парижа. 
Двор чудес был организован как обычная торговая или ремесленная гильдия — у нищих были собственные законы, традиции, системы обучения и даже свой собственный кодекс чести. Посторонним оказаться здесь было очень опасно: человека могли ограбить, искалечить или убить. Даже вооруженные отряды стражников не рисковали заходить на территорию нищих. Когда в 1667 г. Людовик XIV создал парижскую полицию, одной из первых задач полицмейстера Ла-Рени было расселение трущоб. Окончательно Дворы чудес были ликвидированы властями только в XIX веке.

## Местонахождение
Дворы чудес имелись почти во всех крупных городах. В Париже их было 12: 

— 63, ул. du Bac;

— двор Бриссель (Brissel) на ул. Моrue de la Mortellerie (часть нынешней ул. du Temple);

— двор de la Jussienne на одноимённой улице;

— на ул. de Reuilly;

— на ул. des Tournelles;

— на ул. de l’Echelle;

— два двора у ворот Сен-Дёни (Porte Saint-Denis) на холме la butte aux Gravois;

— самый большой Двор чудес — вотчина Альби (Fief d’Alby) — между ул. du Caire и ул. Réaumur, сегодня это 2-й округ Парижа, квартал Лё-Сантье (Le Sentier).
Последний был самым знаменитым, именно о нём писали Виктор Гюго и Анри Соваль. Воры и нищие доходили до того, что избирали там себе короля, называемого «Главным нищим» или «Король Тюн». Место было настолько опасным, что даже королевские солдаты не осмеливались туда заглядывать.
Когда в правление Людовика XIII, в 1630 году, попытались проложить новую улицу, которая пересекала бы главный Двор чудес насквозь, каменщиков убили раньше, чем они смогли закончить работу.

## Двор чудес в литературе
Самое известное описание главного Двора чудес, находившегося на территории современного 2-го округа Парижа, дал Виктор Гюго в своём романе Собор Парижской Богоматери (1831). Описывается также в одной из частей романа «Анжелика» (1956) Анн и Серж Голон и в первой части романа Жюльетты Бенцони «Катрин» (1964).
К. А. Сапгир «Двор чудес».